# گردنه ترک
گردنه ترک (به لاتین: Terek Pass) یک گردنه در قرقیزستان است که در رشته‌کوه آلای واقع شده‌است. گردنه ترک ۳٬۷۱۰ متر بالاتر از سطح دریا واقع شده‌است.